# 拉涅 (默尔特-摩泽尔省)
拉涅（法語：Lagney，法語發音：[laɲɛ]）是法国默尔特-摩泽尔省的一个市镇，位于该省西南部，属于图勒区。

## 地理
拉涅（48°43'59"N, 5°50'22"E）面积14.34 平方千米，位于法国大東部大區默尔特-摩泽尔省，该省份为法国东北部内陆省份，是洛林的一部分，北邻比利时、卢森堡，北起顺时针与摩泽尔省、下莱茵省、孚日省和默兹省接壤。
与拉涅接壤的市镇（或旧市镇、城区）包括：布夫龙、吕塞、梅尼勒拉图尔、桑泽、特龙德。

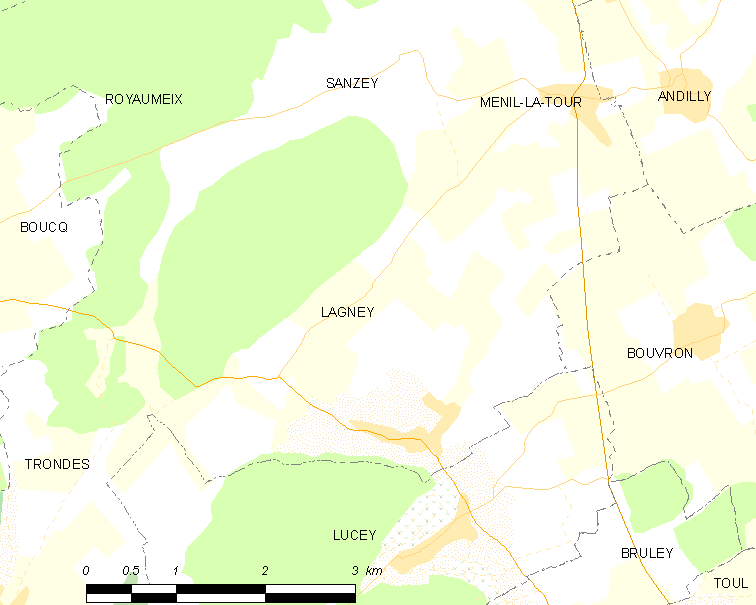
的OSM定位图

拉涅的时区为UTC+01:00、UTC+02:00（夏令时）。

## 行政
拉涅的邮政编码为54200，INSEE市镇编码为54288。

## 政治
拉涅所属的省级选区为北图卢瓦县。

## 人口

1962-2008年间人口变化图示

拉涅于2022年1月1日时的人口数量为498人。